# 渡辺一夫
渡辺 一夫（渡邊 一夫、わたなべ かずお、1901年（明治34年）9月25日 - 1975年（昭和50年）5月10日）は、日本のフランス文学者・評論家。東京大学名誉教授、日本学士院会員。ルネサンス期フランスのフランソワ・ラブレーやエラスムスなどの研究、及び『ガルガンチュワとパンタグリュエル』の日本語訳で知られる。

## 経歴
出生から修学期
1901年、銀行家の長男として東京府で生まれた。暁星中学校でフランス語を始め、少年時代は巖谷小波や夏目漱石、芥川龍之介、十返舎一九、式亭三馬、『三国志』『西遊記』などを愛読し、詩や和歌も読む文学少年だった。第一高等学校文科丙類を経て、東京帝国大学文学部仏文学科に進学。辰野隆に師事し、鈴木信太郎、山田珠樹、豊島與志雄らの薫陶を受ける。1925年に卒業。
フランス文学研究者として(戦前)
卒業後の1925年、旧制東京高校にフランス語の語学教員として勤務。1931年から1933年、文部省研究員としてフランスに留学を命じられた。1940年、東京帝国大学文学部講師に就いた。1942年に助教授昇格。太平洋戦争の戦局が悪化する中、ラブレーなどの翻訳を行った。
戦後
1948年に東京大学教授昇格。1956年からは明治大学教授も兼任した。1952年頃には、中央大学（学部、大学院）でもフランス文学を教授した。1955年に出版した『うらなり抄』はベストセラーとなった。1962年に東京大学を定年退官し、名誉教授となった。
同年4月からは立教大学文学部教授として教鞭を執った。教え子で同学一般教育部専任講師だった渡辺一民とともに、同大学文学部フランス文学科の創設に尽力した。1966年から1971年まで明治学院大学文学部教授。1967年にはパリ大学附属東洋語学校客員教授も務めた。1956年に学位論文『フランソワ・ラブレー研究序説』を東京大学に提出して文学博士の学位を取得。1966年、日本学士院会員に選出された。
1975年に死去。

## 家族
- 父・渡辺篤太郎 ‐ 日本薬品工業会長。慶大卒業後十五銀行を経て日薬の社長に就任。[5]
- 妻・芳枝 ‐ 陸軍中将・渡辺満太郎の長女。満太郎（1867年生）は陸軍士官学校卒業後、1888年陸軍砲兵少尉、1918年陸軍中将。参謀本部附陸軍砲兵学校、陸軍士官学校各教官のほか、野砲兵第二十一連隊長、フランス大使官附武官、教育総監部庶務課長、佐世保要塞司令官、陸軍野砲兵射撃学校長、陸軍省兵器局長、陸軍砲工学校長なども歴任した[5][6]
- 妹・篤子 ‐ 広島、天野健雄の妻。[5]

## 受賞・栄典
- 1960年：読売文学賞（研究・翻訳部門）を共同受賞。佐藤正彰らと全訳した『千夜一夜物語』(岩波文庫)の業績に対して。
- 1965年：読売文学賞（同部門）を受賞。ラブレー作品の翻訳
- 1972年：1971年度朝日賞を受賞[7]。

## 研究内容・業績
フランソワ・ラブレー作品の翻訳
フランソワ・ラブレーの難解な中世フランス語の作品『ガルガンチュワとパンタグリュエル』は、『第一之書 ガルガンチュア物語』(1941年)から、『第五之書』(1965年)（偽書との説も強い）まで長年かけ翻訳・刊行させ、その後も訂正・改訳・補注を重ねた。その作業は没する直前の1975年の岩波文庫版完結まで続けられた。
なお、リラダン、サルトル、カミュなど、19・20世紀フランス文学も紹介し続けた。晩年の仕事としては、16世紀のアンリ四世・マルゴ公妃らの数奇な運命の物語『戦国明暗二人妃』などがある。

## フランス文学以外の活動
- 旧友で光文社社長神吉晴夫の勧めでカッパブックスシリーズの一冊として刊行された、エッセイ『うらなり抄』は1955年（昭和30年）のベストセラーとなった。
- ミクロコスモス（人間を意味する小宇宙）のアナグラムである「六隅 許六（むすみ ころく）」という変名で、中野重治や福永武彦、師の辰野隆らの著書装丁を行っている。串田孫一監修『渡邊一夫（渡辺一夫） 装幀・画戯集成』（一枚の繪（絵）、1982年）がある。
- 大戦末期に、世界情勢を分析して軍部への批判を含む日記を残した、没後発見され出版された。憲兵や特高警察からの摘発を恐れ、日記は全文が仏語で書かれていた[8]。

## 影響
大学教授として、二宮敬、串田孫一、森有正、菅野昭正、辻邦生、清岡卓行、清水徹、大江健三郎ら数々の文学者を育てた（「弟子」とみなすのを嫌い、教え子を「若い友人」と呼んだ）。
大江健三郎は、高校在学中に渡辺の『フランスルネサンス断章』（岩波新書）に感銘を受け、渡辺の下へ進学し学び、没後に『日本現代のユマニスト 渡辺一夫を読む』（岩波セミナーブックス）を著した。辻邦生も、進学先を仏文学科に転じた。また三島由紀夫はヴィリエ・ド・リラダンの翻訳者として渡辺を尊敬し、1949年に出版した短篇集『宝石売買』（講談社）を上梓するにあたって序文を渡辺に貰っている。高校時代から渡辺のエッセイを愛読していた今江祥智は、大学を卒業して名古屋市に住んでいた時、南山大学にて恩師新村猛から紹介され、渡辺と言葉を交わす機会を得て感激したと回想している。

## その他
息子渡辺格（動物評論家）の回想によれば、共産主義を信奉しており、共産主義諸国の独裁制についても「資本主義国からの介入を防ぐためにやむをえない処置」と考え、後年、共産主義国に関する種々の情報を入手してからも、「ソヴィエト・ロシヤの人間化を切に願っている」（「寛容は自らを守るために不寛容に対して不寛容になるべきか」1951年）と述べつつ、共産主義には好意的であり続けたといわれる。

## 刊行著作
- 『筆記帖』白水社 1936
- 『紅毛鴃舌集』青木書店 1939
- 『ふらんす文学襍記』白水社、1939
- 『ヴィリエ・ド・リラダン覚書』弘文堂 1940
- 『魚の歌』実業之日本社 1941
- 『ラブレー覚書』白水社 1943
- 『亀脚散記』朝日新聞社 1947
- 『無縁佛』能楽書林 1947
- 『蜃気楼』鎌倉文庫 1947
- 『ルネサンスの面影』民友社 1947
- 『ぶるいよん』白日書院 1948
- 『狂気についてなど』新樹社 1949
- 『教養についてなど』白水社 1949
- 『架空旅行記など』改造社 1949
- 『ルネサンスの人々』鎌倉文庫 1949
- 『知識人の抗議』弘文堂 アテネ文庫 1949
- 『空しい祈禱』学徒援護会 1949
- 『ラブレー研究覚書』白水社 1949
- 『宿命についてなど』白水社 1950
- 『フランス語学ノオト』三笠書房 1950
- 『仙人掌の歌』中央公論社 1950
- 『まぼろし雑記』河出書房 1950
- 『フランスルネサンス斷章』岩波新書 1950、新装復刊 1989、2022
- 『架空と現実』白水社 1951
- 『人間についての断章』要書房 1951
- 『僕の手帖』河出書房 市民文庫 1952／講談社学術文庫 1979
- 『蟻の歌』創文社(フォルミカ選書) 1953
  - 講談社(創文社オンデマンド叢書) 2024 - 電子書籍版
- 『人間模索』要書房 1953／講談社学術文庫 1978
- 『乱世逸民問答』読売新聞社 1954
- 『うらなり抄 おへその微笑』光文社カッパ・ブックス 1955
- 『随筆 たそがれの歌』彌生書房 1956
- 『三つの道』朝日新聞社 1957
- 『ラブレー研究序説』東京大学出版会 1957[11]
- 『乱世の日記』大日本雄弁会講談社 1958
- 『フランス・ユマニスムの成立』岩波書店、1958／岩波全書 1976、新装 2005
- 『奇態な木像』彌生書房 1958
- 『自分の殻』光書房 1959
- 『フランス・ルネサンス文芸思潮序説』岩波書店 1960、新装 1991、1998
- 『泰平の日記』白水社、1961、新装2003
- 『へそ曲がりフランス文学』光文社カッパ・ブックス 1961
  - 『曲説フランス文学』カルチャー出版社 1974／筑摩叢書 1980／改訂版 岩波現代文庫 2000
- 『泰平逸民独語』大修館書店 1961
- 『うらなり先生ホーム話』光文社カッパ・ブックス 1962
- 『やぶにらみ人生』竹内書店 1962
- 『私のヒューマニズム』講談社現代新書 1964
  - 『ヒューマニズム考』講談社現代新書 1973
  - 改訂版 講談社文芸文庫 2019（電子書籍刊）
- 『フランス・ルネサンスの人々』白水社 1964、新装 1986、1997／改訂版 岩波文庫 1992
「ルネサンスの人々」、「フランスルネサンス断章」を増訂
- 『人間と機械など』講談社(名著シリーズ) 1968
- 『巷説熊・八語録』朝日新聞社 1972
- 『寛容について』筑摩叢書 1972、新装 1985
- 『戦国明暗二人妃』中央公論社 1972／中公文庫 1988
- 『白日夢：現代日本のエッセイ』毎日新聞社 1973／新編・講談社文芸文庫 1990
- 『異国残照：人と思想』文藝春秋 1973、改訂 1977
- 『世間噺 戦国の公妃：ジャンヌ・ダルブレの生涯』筑摩書房 1973
- 『語学誤学雑記帖』白日社 1974
- 『世間噺 後宮異聞：寵姫ガブリエル・デストレをめぐって』筑摩書房 1975 - 遺著
- 『渡辺一夫 ラブレー抄』二宮敬編、筑摩叢書 1989
- 『狂気について：渡辺一夫評論選』清水徹・大江健三郎編、岩波文庫 1993
- 『渡辺一夫 ちくま日本文学全集 58』筑摩書房 1993
- 『渡辺一夫敗戦日記』串田孫一・二宮敬編、博文館新社 1995／ちくま学芸文庫 2025。宮下志朗解説
- 『文学に興味を持つ若い友人へ』彌生書房 1995
- 『寛容は自らを守るために不寛容に対

### 著作集
- 『渡辺一夫著作集』、大江健三郎・二宮敬編、筑摩書房

全12巻、1970-1971／増補版・全14巻、1976-1977
1. 『ラブレー雑考　上巻』
2. 『ラブレー雑考　下巻』
3. 『ルネサンス雑考　上巻』
4. 『ルネサンス雑考　中巻』
5. 『ルネサンス雑考　下巻』
6. 『フランス文学雑考　上巻』
7. 『フランス文学雑考　中巻』
8. 『フランス文学雑考　下巻』
9. 『乱世・泰平の日記』
10. 『偶感集　上巻』
11. 『偶感集　中巻』
12. 『偶感集　下巻』
13. 『補遺　上巻』
14. 『補遺、下巻、年譜、著作総目録、総目次』

### 訳書
- ミュッセ『ロレンザッチョ（英語版）』「世界文学全集」新潮社 1928
- フローベール『聖者アントワヌの誘惑』「フロオベエル全集」改造社 1935
  - 改訂文庫版『聖アントワヌの誘惑』岩波文庫、改版 1957年
  - 改訳版 (世界文学全集) 集英社 1976　
  - 全集版『聖アントワーヌの誘惑』平井照敏共訳、「フローベール全集 4」筑摩書房 1966
- アンドレ・ジイド『アンシダンス』淀野隆三・桑原武夫ほか共訳、「ジイド全集8」建設社、1939
- ジイド『モンテーニュ論』岩波文庫 1939、復刊 1990
  - 『モンテーニュ論』「全集 14」新潮社 1951
- ジイド『文芸余論』「全集 15」新潮社 1952
  - 『ワイルド・ショパン』収録、中島健蔵・河上徹太郎共訳 新潮文庫 1954
- ヴィリエ・ド・リラダン『未来のイヴ』白水社 1937
  - 改訂 岩波文庫 上下 1938、度々復刊
- ピエール・ロティ『アフリカ騎兵』白水社 1938、岩波文庫 1952
- メリメ『エトルリヤの壷ほか』「全集 2」河出書房、1938
- アナトオル・フランス『聖女クララの泉　短篇小説全集 3』共訳、白水社 1939、改版2000
- サント・ブーヴ『モンテーニュ小論』著、白水社 1939、のち河出書房
- ボードレール『人工楽園』「全集 2」河出書房 1939。角川文庫 改版1994
- テオフィル・ゴーチェ『ロマンチスムの誕生』青木書店、1939
  - 『青春の回想』角川書店 1948、冨山房百科文庫 1977
- アナトオル・フランス『ジャック・トウールヌプローシュのコント 短篇小説全集 5』共訳、白水社 1940、改版2000
- ヴィリエ・ド・リラダン『トリビュラ・ボノメ』白水社 1940
- ジョルジュ・デュアメル『文学の宿命』創元社 1940
- ラブレー『テレームの僧院』青木書店 1941
- 『書簡 デカルト選集 6』河盛好蔵・市原豊太ほか共訳、創元社 1942、再版 1948
- 『ガルガンチュワ大年代記：解説略註』筑摩書房 1943
- 『ガルガンチュワ大年代記：フランス古譚』白水社 1948
- ラブレー『ガルガンチュワとパンタグリュエル物語』全5巻、白水社 1943-65、新装版 1995
  - 改訳版 岩波文庫、改版 2012。単行判、ワイド版、電子書籍で再刊
- ポール・ヴァレリー『三つの講演』白水社 1946
- トーマス・マン『五つの証言』高志書房 1946[12]
  - 改訂新版 中公文庫 2017[13]
- シャルル・ヴィルドラック『新しいロシヤ』酣燈社 1946
- ラブレー『パンタグリュエル占筮』高桐書院 1947
- ジャック・カゾット『悪魔の恋』平岡昇共訳、逍遥書院 1948
  - 改訂新版 世界幻想文学大系 国書刊行会
- ラブレー『イタリヤだより』出光書院 1948
- ラブレー『パニュルジュ航海記』要書房 1948
  - 改訂版・荒木昭太郎共訳「世界文学大系 ルネサンス文学集」筑摩書房
- ミュッセ『仮面の人』筑摩書房 1949
- 『サン・ヌウヴェル・ヌウヴェル：ふらんす百綺譚』鈴木信太郎共訳、洛陽書院 1949、
  - 改訳版『ふらんすデカメロン』神沢栄三補訳、筑摩叢書 1965、改訂・ちくま文庫 上下
- マルドリュス『千一夜物語』全26冊、豊島与志雄・佐藤正彰・岡部正孝共訳、岩波文庫 1951-1959
  - 改訂新版 (全13冊) 岩波書店、のち岩波文庫
- ジャン・ゲーノ『フランスの青春：モンテーニュからジョレースまで』みすず書房 1951
- エラスムス『痴愚神礼讃』河出書房 1952[14]
  - 岩波文庫 1954、度々復刊
  - 改訂「世界の名著」二宮敬補訳、中央公論社
  - 新版 中公クラシックス 2006
- ジョルジュ・デュアメル『パトリスペリヨの遍歴（フランス語版）』岩波書店(岩波現代叢書) 1952、新装 1992
- 『ガルガンチュワとパンタグリュエル物語：世界文学全集古典篇』ラブレー著、河出書房 1952。各・抜粋版
  - 世界文学全集 二宮敬編・解説、筑摩書房
  - 世界文学全集 二宮敬編・解説、河出書房新社
- エドモン・ジャルウ（英語版）『リルケの最後の友情』原田義人共訳、人文書院 1953
- ピエール・ガスカール『けものたち・死者の時』佐藤朔・二宮敬共訳 岩波書店 1955、のち岩波文庫
- ジャン・コクトー『バッカス』山崎庸一郎共訳、「コクトー戯曲全集 3」白水社 1959、のち新版
- 『古典日本文学全集』水野稔共訳、筑摩書房 1961

式亭三馬「浮世床」 　　
- バルザック『Z・マルカス』霧生和夫共訳、「全集 1」東京創元社 1961
- 『ピエール・パトラン先生（英語版）』岩波文庫 1963、復刊 1995

### 共編
- 『現代フランス小説の問題』(フランス文学新講座 1) 杉捷夫共編、丹頂書房 1948
- 『世界文學辭典』手塚富雄・中野好夫・神西清・中島健蔵共編、河出書房 1954
- 『師・友・読書』編著、河出書房 1956
- 『フランス文学案内』鈴木力衛共著、岩波文庫別冊 1961
- 『新しいフランス』阿部良雄共編、河出書房新社 1964
- 『エラスムス/トマス・モア　世界の名著』責任編集、中央公論社 1969、のち中公バックス